# Isabel de Puebla Méndez
Isabel de Puebla Méndez (Granada, 1564 o 1565-Jaén, 3 de julio de 1634), también conocida como Sor Isabel de la Encarnación, fue una escritora y monja española centrada en la literatura hagiográfica.
Tomó los hábitos en el convento de las Carmelitas Descalzas de Granada y fue priora en Baeza, Jaén y Sevilla. En 1617, participó en la beatificación de Juan de la Cruz, quien fue su director espiritual y confesor. Se conservan también en la Biblioteca Nacional dos textos hagiográficos de su autoría, una Carta a Fray José de Jesús María, con fecha del 2 de abril de 1602 en Baeza, que trata sobre la vida de San Juan de la Cruz, y Quadernos de cosas de la hermana Bernardina de Jesús, religiosa de nuestro convento de Baeza, por obediencia escripto, sin fechar, aunque se estima que con una antigüedad cercana al anterior.